# Radek Zbořil
Radek Zbořil (* 21. května 1973) je profesor fyzikální chemie specializující se na výzkum nanomateriálů a jeden z nejcitovanějších českých i světových vědců.
V letech 2010–2020 byl generálním ředitelem Regionálního centra pokročilých technologií a materiálů v Olomouci. V letech 2012–2019 byl ředitelem národního Centra kompetence Technologické agentury ČR, v rámci kterého se podílel na vývoji nových nanotechnologií a biotechnologií pro čištění vod a půd. Podílel se například na objevu prvních nekovových magnetů, řízení elektrických vlastností molekul pomocí nanomateriálů nebo rezistence bakterií vůči nanočásticím stříbra.
V letech 2018 a 2020 byl americkou společností Clarivate Analytics zařazen na seznam nejcitovanějších vědců světa – tzv. Highly Cited Researchers. 2019
Působí také na Vysoké škole báňské – Technické univerzitě v Ostravě, kde vede výzkum v oblasti aplikací uhlíkových nanomateriálů. Prof. Zbořil patří k významným propagátorům nanotechnologií v Česku.

## Výzkumné zaměření
Radek Zbořil se ve svém výzkumu zabývá přípravou nízkodimenzionálních nanomateriálů na bázi uhlíku a kovů pro aplikace v medicíně, elektronice, magnetismu, energetice či v životním prostředí. Stál například u objevu nejtenčího známého izolantu – dvoudimenzionálního fluorografenu, prvního nekovového uhlíkového magnetu, či jednodimenzionálních nekovových polymerních vodičů.
Podílel se také na návrhu metody řízení elektrických a magnetických vlastností molekul pomocí 2D materiálů nebo na vývoji tzv. uhlíkových kvantových teček pro optické měření teploty v živých buňkách. Zasloužil se také o popis antibakteriálních a antifungálních vlastností nanočástic stříbra a vývoj technologií jejich použití v boji s bakteriálními infekcemi. Se svým týmem přispěl také k vývoji nové metody urychlení chemických reakcí pomocí jednotlivých atomů kovů.
Radek Zbořil je původcem či spolupůvodcem řady tuzemských, evropských i US patentů a zasloužil se o zavedení nových technologií v oblasti životního prostředí, potravinářství či medicíny. Přispěl k zavedení technologií výroby a aplikace nanočástic železa pro čištění podzemních vod, vývoji metody pro kontrolu autenticity chemických a potravinářských produktů , technologie separace antibakteriálních proteinů z kravského mléka, zavedení metody antimikrobiální úpravy povrchů pomocí nanočástic stříbra nebo výroby magnetických nanočástic pro izolaci virové RNA v rámci diagnostiky COVID-19.

## Profesní život
Radek Zbořil absolvoval v roce 1996 obor Matematika-chemie na Přírodovědecké fakultě Univerzity Palackého v Olomouci. Po ukončení doktorského studia (2000) se účastnil několika zahraničních stáží například na University of Delaware a University of Tokyo. V r. 2010 se stal  profesorem fyzikální chemie jako jeden z nejmladších profesorů v ČR (37 let).[zdroj?] V letech 2010–2020 působil jako generální ředitel Regionálního centra pokročilých technologií a materiálů (RCPTM). Od r. 2020 působí také v Centru nanotechnologií na VŠB-TUO v Ostravě, kde vede skupinu věnující se interakcím biomolekul s uhlíkovými nanomateriály.[zdroj?]

## Účast na grantových projektech
Profesor Zbořil byl řešitelem, spoluřešitelem či spoluautorem návrhu více než 30 národních a mezinárodních grantových projektů.  Podílel se na získání grantů s celkovou dotací pro Univerzitu Palackého téměř 2 miliardy. Kč.

### Nejvýznamnější mezinárodní projekt:
7FP-NMP: Taking Nanotechnological Remediation Processes from Lab Scale to End User Applications for the Restoration of a Clean Environment  (2013–2017; řešitel za UP).

### Významné projekty s podporou Evropských strukturálních fondů:
MŠMT OP VVV: Excelentní výzkum: Nanotechnologie pro budoucnost, 2018–2022, dotace 335 mil. Kč, řešitel.
MŠMT OP VVV: Excelentní týmy: Pokročilé hybridní nanostruktury pro aplikaci v obnovitelných zdrojích energie, 2017–2022, dotace 132 mil. Kč, řešitel.

### Významné projekty s podporou Technologické agentury, resp. Grantové agentury ČR:
TAČR, Centrum kompetence: Ekologicky šetrné nanotechnologie a biotechnologie pro čištění vod a půd, 2012-2019, celková dotace cca 300 mil. Kč, řešitel/ředitel.
GAČR, projekt EXPRO, Ovlivnění elektronických vlastností organometalických molekul pomocí jejich nekovalentních interakcí s rozpouštědly, ligandy a 2D nanosystémy, 2019–2023; celková dotace 53 mil. Kč, spoluřešitel.

## Publikační činnost
Profesor Zbořil je autorem nebo spoluautorem více než 500 vědeckých publikací v mezinárodních recenzovaných časopisech. Je korespondujícím autorem  časopisů vydávaných Nature Publishing Group (např. Nature Nanotechnology, Nature Communications), Americkou chemickou společností (např. Chemical Reviews, ACS Nano, Journal of the American Chemical Society, Nano Letters), Královskou chemickou společností (např. Chemical Society Reviews), společností Wiley (např. Advanced Materials, Angewandte Chemie, Advanced Functional Materials) či společností Elsevier (např. Nano Today, Progress in Materials Science).[zdroj?]
Prof. Zbořil je také autorem více než 20 příspěvků a kapitol v knihách publikovaných např. Americkou chemickou společností, společností Wiley nebo Americkým institutem fyziky.
Jeho práce získaly více než 40 000 citací. V roce 2019 byl s více než 6 700 citacemi vůbec nejcitovanějším českým vědcem.
Publikační a citační údaje aktuální k datu: prosinec, 2020.

### Retrahované články
Tři články, kterých byl profesor Zbořil spoluautorem, autorský tým stáhl kvůli pochybení prvních autorů článků. Jedná se o článek Tuček et al. Nature Communications 2016, ve kterém autoři popsali zapouzdření ultramalých částic železa do uhlíkové matrice. Práci autorský tým retrahoval kvůli ztrátě zdrojových dat ke dvěma obrázkům, přestože přeměření v zahraničích laboratořích potvrdila validitu práce a externí odborníci vyloučili jakékoliv etické pochybení.[zdroj?]
Druhou práci, kterou autorský tým stáhl, je práce Heřmánek et al. JACS 2007 z důvodu nekonzistence rtg-difrakčních dat, která měřil první autor práce. Profesor Zbořil považuje jakékoliv propojování jeho jména s těmito pochybeními za účelové politické akty spojené se vznikem VŠ ústavu Catrin na UP v Olomouci, jehož je dlouhodobě jedním z hlavních podporovatelů, zatímco vznik ústavu dlouhodobě odmítá vedení Přírodovědecké fakulty UP.
Třetí retrahovaná práce je z Catalysis Today 328, 111-117
(2019), kde opět šlo o chybné vyobrazení, jmenovitě u fotoaktivity kysličníku titaničitého.

## Ocenění, členství ve vědeckých společnostech a edičních radách
- 2020 – Highly Cited Researcher v oboru chemie
- 2019 – Highly Cited Researcher v oboru „cross-field“
- 2018 – Highly Cited Researcher v oboru chemie
- 2018 – Hlavní organizátor česko-americké konference o nanotechnologiích pod záštitou ambasadora USA, Stephena Kinga[38]
- 2018 – Cena Wernera von Siemense za nejlepší disertační práci – vedoucí práce.
- 2016 – Vítězství v kategorii Chemie, zemědělství, zdravotnictví a biotechnologie za vynález Systém a způsoby pro ověřování pravosti výrobku, Mezinárodní výstava technických novinek, patentů a vynálezů INVENT ARENA
- 2015 – Cena města Olomouce za rok 2014 za oblast vědy a výzkumu[39]
- 2011 – Cena Ministra školství mládeže a tělovýchovy za mimořádné výsledky ve výzkumu, experimentálním vývoji a inovacích
- 1998 – Cena Ministra školství mládeže a tělovýchovy za práci v oboru termální dekompozice síranu železnatého
- Hlavní odborný garant mezinárodní konference Nanocon[40]
- Člen Vědecké rady oboru chemie Nadačního fondu Neuron[41] (2015-2019)
- Zakladatel mezinárodní série přednášek Rudolf Zahradník Lecture Series[42]
- Člen ediční rady časopisu Applied Materials Today (vydavatelství Elsevier)
- Člen ediční rady časopisu Scientific Reports (vydavatelství Nature Publishing Group)
- Člen ediční rady časopisu View (vydavatelství Wiley)
- Člen ediční rady časopisu Nanomaterials (vydavatelství MDPI)